# Vauville, Manche

Vauville este o comună în departamentul Manche, Franța. În 1 ianuarie 2018 avea o populație de 370 de locuitori.